# Kadabra
Kadabra (ユンゲラー Yungerā?, Yungerer en el original japonés) es una de las 1025 criaturas ficticias de la franquicia Pokémon.

## Información general
Kadabra es un Pokémon tipo Psíquico, aparece en todas las regiones. Kadabra es parecido a Abra pero con los ojos abiertos, con bigotes, una estrella en la frente y rayas en el pecho.

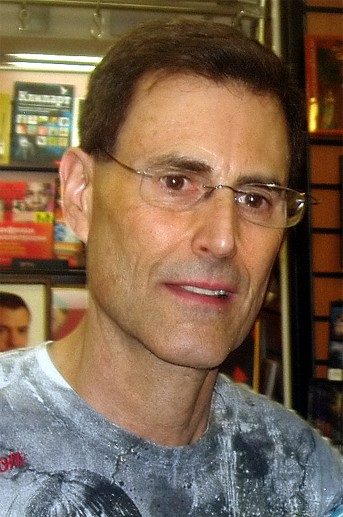
Uri Geller, famoso psíquico del que está inspirado el nombre japonés de Kadabra: Yungerer.

El nombre de Kadabra se deriva del término mágico, abracadabra. El nombre japonés Yungerer es una referencia al psíquico Uri Geller, por la cuchara que siempre usa y con la que canaliza su poder psíquico.

## En el juego
Abra puede evolucionar a Kadabra al nivel 16. En la Cueva Celeste en Pokémon Rojo Fuego y Pokémon Verde Hoja, puede encontrarse a Kadabra en estado salvaje con niveles entre el 50-58 y algunas veces al nivel 67. Evoluciona en Alakazam por intercambio. En Pokémon Rojo Fuego y Pokémon Verde Hoja, los Kadabra salvajes pueden algunas veces ser encontrados con el objeto Cuchara torcida equipado, el cual incrementa el poder de los ataques del tipo Psíquico. La habilidad Sincronía de Kadabra le permite transmitir cualquier problema de estado al oponente en batalla, mientras que su Foco Interno previene el retroceso, aunque estas habilidades son solamente implementadas en los juegos de la tercera generación.
Kadabra tiene un alto ataque Especial, al igual que su alta velocidad y una defensa especial en el promedio. Sus otras estadísticas son bastante bajas. Kadabra es generalmente pasado por alto en batallas competitivas por su forma evolucionada, Alakazam, que tiene estadísticas más altas.

## En el anime
En el episodio #22, "Abra y el Duelo Psíquico", Ash y sus amigos llegan a Ciudad Azafrán y entran al misterioso gimnasio. Ash immediatamente reta a la líder Sabrina por la medalla Pantano y escoge a su Pikachu para pelear. En respuesta, Sabrina manda un Abra, que parece estar dormido. Primero Ash piensa que Sabrina está jugando. Pero entonces, por un poder desconocido, Abra evoluciona en Kadabra, y sin piedad comienza a golpear a Pikachu con su fuerza Psíquica. Ash es rápidamente vencido, luego de lo cual Sabrina lo apresa con sus amigos. Eventualmente logran escapar del gimnasio con la ayuda de un misterioso hombre.
Luego de hacerse amigo de un Haunter en la Torre Pokémon de Ciudad Lavanda en el siguiente episodio, "La Torre Del Terror", Ash regresa a Ciudad Azafrán (en "Haunter versus Kadabra") y vence a Sabrina, ganando la medalla pantano.

## En el juego de cartas
Kadabra estuvo 20 años sin aparecer debido a una denuncia de Uri Geller por la similitud de su nombre con el nombre japonés del pokémon, pero en 2020 dio permiso a Nintendo para que Kadabra volviera a aparecer en el juego de cartas coleccionables de Pokémon, porque así se lo pedían los fans por correo electrónico.